# 德尼莎·特尔韦斯库

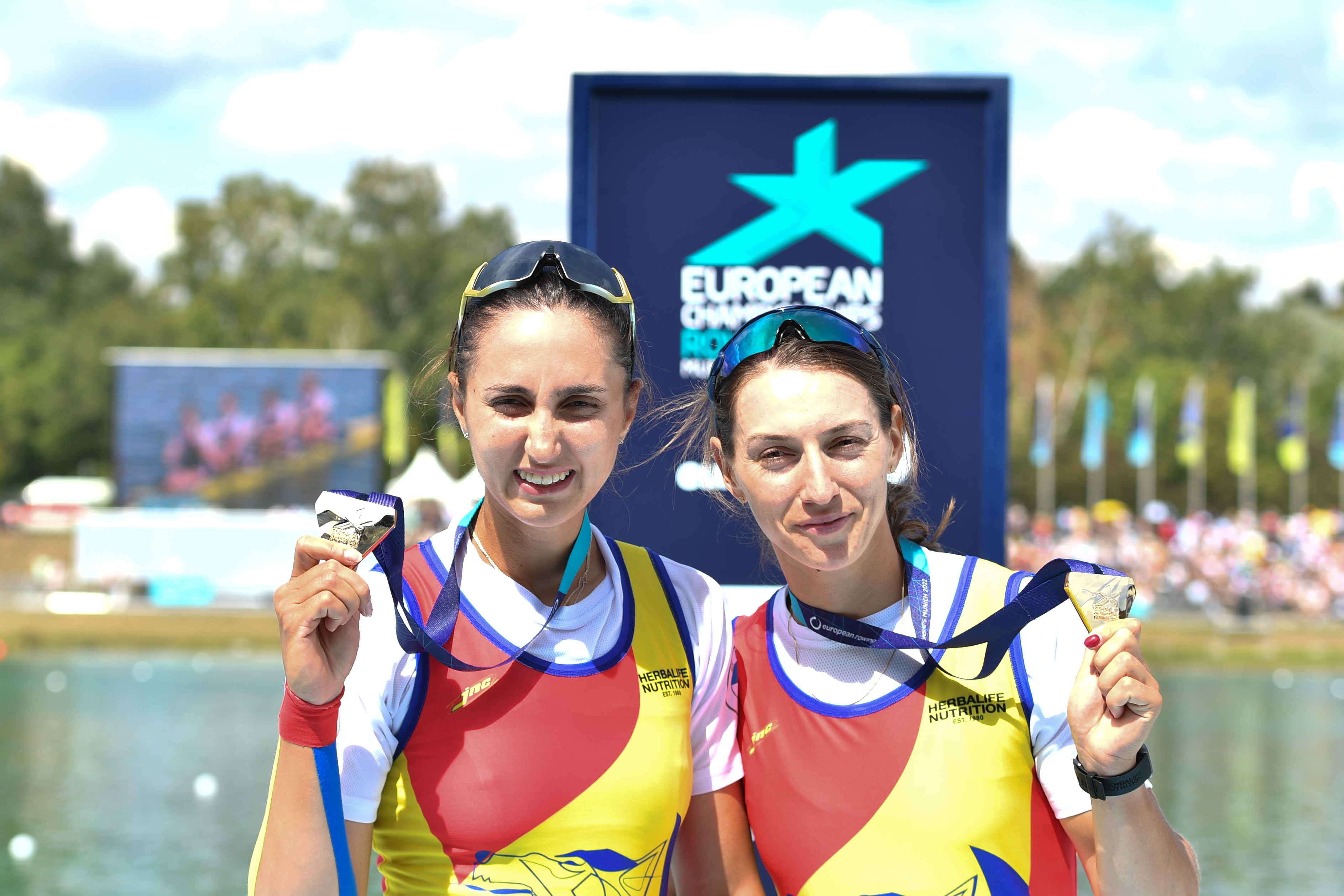

德尼莎·特尔韦斯库（羅馬尼亞語：Denisa Tîlvescu，1996年8月13日—），罗马尼亚女子赛艇运动员。她曾代表罗马尼亚参加世界赛艇锦标赛，获得一枚金牌。她也曾参加2020年夏季奥运会。